# 蒔田真記
蒔田 真記（まきた まき、女性、3月18日 - ）は、日本のイラストレーター。
2007年から活動開始。
現在はNKクリエイトのブランド・3rdEyeの作品で原画を担当している。
また、かつては「みるく☆てぃー」というサークルで活動していたが、
現在は「Alice;milk」に改名している

## 主な作品

### アダルトゲーム
- BLOODY†RONDO（3rdEye）
- 死神のテスタメント〜menuet of epistula〜（3rdEye）
- 幻創のイデア〜Oratorio Phantasm Historia〜
- ソーサリージョーカーズ
- レイルロアの略奪者
- ステルラエクエス コーデックス 〜黄昏の姫騎士〜
- めちゃ婚!
- ぷる萌えンジェル アイドルあいこ
- PureMy妹ミルクぷるん♪